# Ángel Mateo Charris
Ángel Mateo Charris, más conocido como Charris, (Cartagena, 10 de mayo de 1962) es un pintor español. Su obra se engloba en la línea figurativa que se ha dado en llamar “neometafísica” y a la que pertenecen otros artistas de su generación como Gonzalo Sicre, Dis Berlín y Joel Mestre entre otros.

## Biografía

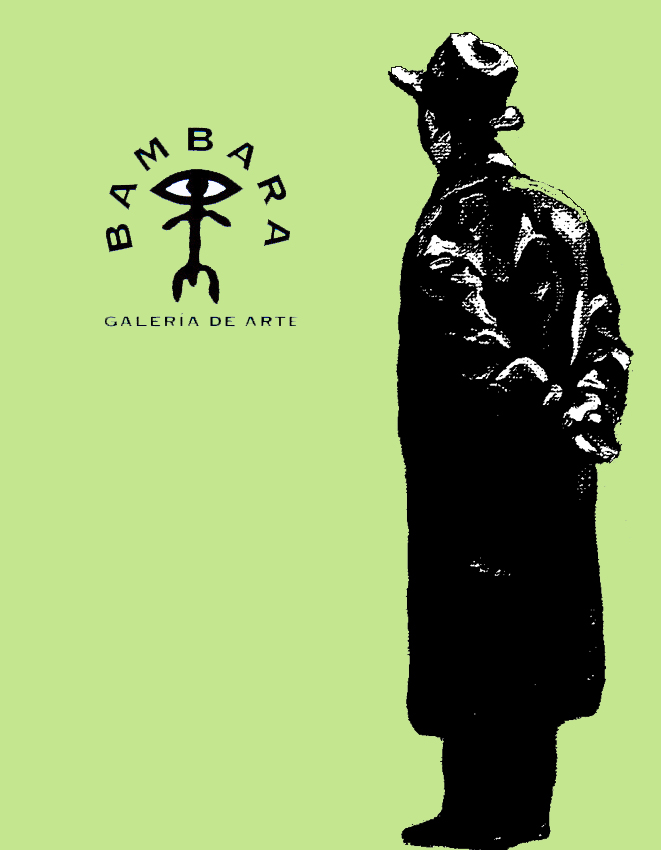
Folleto de presentación de la Galería Bámbara de Cartagena

Charris nació en Cartagena el 10 de mayo de 1962 y se licenció por la Facultad de Bellas Artes de San Carlos de Valencia en 1985. Durante los 80 expone en diversas colectivas. En 1988 realiza un primer viaje a Nueva York adentrándose en la pintura de Edward Hopper y los artistas de la Escuela del río Hudson. En 1989 es premiado en el Certamen Nacional de Jóvenes Fotógrafos del Instituto de la Juventud.
En 1997 edita junto a Gonzalo Sicre el libro Tras las huellas de Hopper. En el 99 el IVAM valenciano le dedica una gran muestra en su Centro del Carmen.

## Obra
El estilo de Charris está muy influenciado por el cómic, el Arte pop,lenguajes visuales del cómic, el  cine negro americano y ciertos autores clásicos, destacando entre ellos especialmente Edward Hopper. También es muy habitual en sus obras la referencia a la Historia del Arte, así como ciertos nexos literarios. .Sus obras se caracterizan también por plantear citas constante a la Historia del Arte es una constante en su producción, participa de los planteamientos del postmodernismo. Entre sus referencias pueden mencionarse Spilliaert, Ruscha , Rothko , Morandi , De Chirico y de manera especial la literatura de viajes
[cita requerida]Su obra forma parte de colecciones como Fundación Argentaria, Fundación Coca-Cola, Colección Bancaixa, Colecció Testimoni La Caixa, el Museo Nacional Centro de Arte Reina Sofía, el IVAM, y el Artium de Vitoria entre otros.

## Principales exposiciones
Algunas de las exposiciones más importantes que ha realizado son:
- 'Suite Africaine'. Museo de las Civilizaciones de Costa de Marfil, Abiyán. Abril 2018.[2]
- 'ERROR 404 [NOT FOUND]',  junto a Gonzalo Sicre en la Sala Parés de Barcelona, septiembre de 2017.
- 'Los Cosmolocalistas'. MURAM Museo Regional de Arte Moderno, Cartagena en septiembre de 2016, y en el Centro Cultural MVA de Málaga en mayo de 2017.[3]
- 'Pictionary Island'. Ermita de San Roque, Fuente Álamo de Murcia, en mayo de 2017 y Galería Juan Manuel Lumbreras, Bilbao, en junio de 2017.[4]
- 'Charris en Tikilandia'. Galería My Name's Lolita Art, Madrid, septiembre de 2016.
- 'Los mares del Tiki' . Galería Trama, Barcelona, en octubre de 2015 y Galería Siboney, Santander, en noviembre de 2015.
- 'Steampunk Dickens'. Galería My Name's Lolita Art, Madrid, septiembre de 2014.
- 'Una de aventuras'. Centro Cultural Cajamurcia de Cartagena, Palacio Pedreño, octubre de 2014.
- 'Charris + Lejarraga: Piel de asno', junto a Martín Lejarraga en el CAB Centro de arte de Caja de Burgos, enero de 2013.
- 'Grandes esperanzas'. Centro Cultural Círculo de Lectores, Barcelona, diciembre de 2012.
- 'Insomnio: Tras las huellas de Spilliaert', junto a Gonzalo Sicre en La Conservera, Ceutí (Murcia), septiembre de 2012.[5]
- 'Who's afraid of the Turner Prize'. Galería T20. Murcia. Mayo 2010[6]
- 'El corazón de las tinieblas'. Sala Círculo de Lectores, Barcelona, enero de 2008.
- 'Liceo', Gran Teatre del Liceu, Barcelona, 2006.
- 'Blanco'. Casa de Vacas, Madrid, junio de 2003. y en el Claustro de Exposiciones de la Diputación Provincial de Cádiz en el mismo año.
- 'Tubabus en Tongorongo'. Centro Cultural Caja Murcia, Cartagena, julio de 2001.
- IVAM. Centre del Carme. Instituto Valenciano de Arte Moderno, Valencia, 1999.
- 'Cape Cod / Cabo de Palos: Tras las huellas de Hopper'. junto a Gonzalo Sicre en la Muralla Bizantina de Cartagena, 1997.[7]
- Iglesia de Verónicas. Murcia, 1995.
- 'República de Cartagena'. Muralla Bizantina, Cartagena, 1993.
- Ángel Mateo Charris. Real Sociedad Económica de Amigos del País, Cartagena, 1986.